# Jay Adler
Jay Adler (New York, 4 agosto 1896 – Los Angeles, 24 settembre 1978) è stato un attore statunitense.

## Biografia
Nato a New York, è il figlio maggiore degli attori Jacob Pavlovich Adler e Sara Adler. Nella sua famiglia figuravano altri attori: la sorella Julia, la sorella Stella (anche insegnante), il fratello Luther e la sorellastra Celia.
Nel corso della sua carriera, iniziata nel 1938 con No Time to Marry e conclusasi nel 1976, ha preso parte a oltre novanta produzioni cinematografiche e televisive.

## Filmografia parziale
- La polizia bussa alla porta (The Big Combo), regia di Joseph H. Lewis (1955)
- Mr. Lucky – serie TV, episodio 1x05 (1959)
- Bourbon Street Beat – serie TV, episodio 1x03 (1959)
- This Man Dawson – serie TV, episodio 1x02 (1959)
- I detectives (The Detectives) – serie TV, episodi 1x06-3x01 (1959-1961)
- La valle dell'oro (Klondike) – serie TV, episodio 1x07 (1960)
- Ricercato vivo o morto (Wanted: Dead or Alive) – serie TV, episodio 3x17 (1961)
- Corruptors (Target: The Corruptors) – serie TV, episodio 1x26 (1962)
- Le strade di San Francisco (The Streets of San Francisco) – serie TV, episodio 2x05 (1973)

## Doppiatori italiani
- Lauro Gazzolo in Squadra investigativa, La polizia bussa alla porta